# Olios antiguensis
Olios antiguensis là một loài nhện trong họ Sparassidae.
Loài này thuộc chi Olios. Olios antiguensis được Eugen von Keyserling miêu tả năm 1880.